# Edmond Roudnitska
Ne pas confondre avec son fils, le sportif Edmond Roudnitska
Edmond Roudnitska né en 1905 à Nice et mort en 1996 à Cabris est un parfumeur-compositeur français. Il est connu pour avoir créé au cours de sa carrière plusieurs parfums à la renommée internationale. Il est également l'auteur d'ouvrages de réflexions sur l'esthétique et l'odorat, et sur ce qu'il estime être le nécessaire statut d'artiste du parfumeur créateur.

## Biographie
Edmond Roudnitska est né en 1905 à Nice. En 1926, il entre dans un laboratoire à Grasse où il analyse les matières premières naturelles et synthétiques utilisées en parfumerie. De 1927 à 1934, il se joint à l'une des plus anciennes grandes maisons de fabrication de parfums, Roure et Justin Dupont dans ses locaux d' Argenteuil où il acquiert les connaissances et les techniques de la composition. En 1935, à l'âge de 30 ans il entre chez De Laire, société réputée pour ses produits chimiques. Il s'y familiarise avec les produits et les bases et y côtoie Thérèse Delveaux, ingénieur chimiste, son épouse. C'est à cette époque qu'il crée le premier parfum pour Elisabeth Arden, It's you (1939) .
À la demande de Marcel Rochas, il crée pendant l'occupation malgré la pénurie de matières premières, le parfum Femme en accord avec les goûts opulents des années 1940 ; le parfum est lancé en 1944. Annick Le Guérer le décrivant, indique que
« ce n'est pas un chypre, il est fleuri aldéhydé très fruité avec une double caractéristique boisé et confite, ce n’est pas un chypre et encore moins celui du prototype de François Coty, ce parfumeur chez qui il admire l'alliance d’un goût parfait et d'une intuition infaillible est son modèle, raison de plus pour s’en démarquer. »
Devenu indépendant, il fonde en 1946, à Bécon-les-Bruyères la société Art et Parfum qui vend des huiles composées de sa propre création et dont les clients sont des organisations commerciales, des parfumeurs ou des couturiers qui utilisent ses produits en solution, s'occupent du conditionnement, ou s'adressent eux-mêmes aux usines de fabrication ou de conditionnement, organisant la publicité puis la vente.
Toujours pour Rochas, il crée Chiffon (1946), Mouche, La Rose et sur une idée de sa femme Thérèse, le célèbre Moustache (1948).
Un an après, en 1949, il  quitte la région parisienne et s'installe à Cabris dans les  Alpes-Maritimes, où il continue de composer, développe son jardin et sa société, et formule ses principes esthétiques.
En 1951, il crée l'Eau d’Hermès, premier parfum du sellier.
Après sa rencontre avec Serge Heftler-Louiche ancien directeur financier de François Coty, et fondateur des parfums Dior qui a déjà lancé Miss Dior de Paul Vacher, Edmond Roudnitska compose Diorama en 1949, puis les créations se suivent : L'eau fraîche inspirée du Chypre de Coty (1955), Diorissimo (1956),, Eau sauvage (1966), Diorella (1972), Dior Dior (1976).
Dans ses ouvrages, articles et conférences, il plaide pour la sauvegarde de la qualité et du « beau parfum » et la valorisation du parfumeur créateur. Comme « il a connu l'âge d’or de la parfumerie française alors qu’elle était encore aux mains de parfumeurs tels Guerlain, Caron,  Coty, Bourjois, D'Orsay, Gellé frères, Houbigant, Lenthéric, Lubin, Roger & Gallet, Rigaud, Molinard », mais aussi un certain déclin qu'il attribue aux nouvelles techniques de marketing, il élabore une théorie de la création en parfumerie selon laquelle le parfum doit être considéré comme une œuvre d’art. À l’encontre d’une tradition philosophique faisant de l'odorat un sens inférieur, archaïque, inapte à l’abstraction, Edmond Roudnitska affirme que c’est un sens noble, capable d'abstraction, faisant appel à la mémoire et à l'imagination par association d'idées. Il est en cela le premier esthéticien parfumeur et se revendique intellectuel et artiste. Analysant les processus de création, il souhaite montrer que l'activité du créateur de parfum est essentiellement intellectuelle ; il fait ressortir que l'organe nasal ne passe qu'après l'intellect et l'imagination, qu'une fois éduqué, il use de  discrimination et mémorisation ; lorsque le parfumeur compositeur rédige les formules, il le fait à partir de souvenirs de sensations, c’est-à-dire d'abstractions.
Annick  Le Guérer explique qu'ainsi dans l'activité créatrice du parfumeur les molécules de synthèses sont des alliées précieuses qui autorisent des combinaisons riches et amples dégageant des odeurs infiniment variées, des constructions artistiques d’odeurs, le parfum est une forme olfactive pensée, une pure invention qui ne cherche ni l'imitation, ni l'inspiration dans la nature. Même lorsque les parfums se rattachent à une tradition figurative, ils restent des produits intellectuels, ils ne sont pas une reproduction mais une stylisation.
C'est la raison pour laquelle Edmond Roudnitska souhaite que soit étendue aux parfumeurs la loi de 1957 sur la propriété intellectuelle littéraire et artistique.
En 1980, il crée, sous l'égide de la Fondation de France, une fondation destinée à promouvoir les recherches sur l'olfaction en particulier en ce qui concerne l'établissement d’un vocabulaire olfactif spécifique propre à décrire la forme d'un parfum, en plus des formules chimiques qui peuvent être copiées.
Son fils Michel Roudnitska, également créateur de parfum, a pris sa succession et depuis son premier spectacle en juillet 1996 au Festival d’Avignon, il s'attache à introduire l'olfaction dans des spectacles.

## Créations
- Pour Elizabeth Arden :
  - It’s You,  (1939).
  - On Dit,  (1952).

- Pour Rochas :
  - Femme, (1944).
  - Mouche, (1947), renommé en Mousseline.
  - Moustache, (1949).
  - La Rose, (1949).

- Pour Parfums Christian Dior : 
  - Diorama, (1948).
  - Eau Fraîche, (1955).
  - Diorissimo, (1956).
  - Eau sauvage, (1966)[15].
  - Diorella, (1972).
  - Dior-Dior, (1976).

- Pour Hermès :
  - Eau d’Hermès, (1951).
  - Grande Eau d’Hermès, (1987).

- Autres créations:
  - Le Parfum de Thérèse, édité par Frédéric Malle. Ce parfum a été créé dans les années 1960 par Edmond pour son épouse, Thérèse, qui le portera exclusivement pendant de nombreuses années[16].
  - Ocean Rain (1990), pour Mario Valentino.

## Ouvrages
- Avec Odile Moreno et René Bourdon (préf. André Chastel), L'Intimité du parfum, Olivier Perrin éditeur, 1974 (BNF 34569663).
- Former les hommes : mythe ou réalité ?, Olivier Perrin éditeur, 1975 (BNF 34566153).
- L'Esthétique en question : introduction à une esthétique de l'odorat  (préf. Étienne Souriau), P.U.F, 1977 (OCLC 4518508, BNF 34590742).
- Le Parfum  (première édition 1980, réédité en 1987, 1990, 1994, 1996), PUF, coll. « Que sais-je ? », 1980.
- Une vie au service du parfum, Thérèse Vian éditions, 1991 (OCLC 37601301).